# Partido de General Madariaga
General Juan Madariaga es uno de los 135 partidos de la provincia argentina de Buenos Aires. De características predominantemente rurales, es uno de los partidos de la denominada región del Tuyú. Se ubica al sudeste de la provincia, cercano a la costa atlántica, y limita con los partidos de General Lavalle, Pinamar, Villa Gesell, Mar Chiquita y Maipú. Su ciudad cabecera es General Juan Madariaga y según el censo de 2022 cuenta con 23.019 habitantes.

## Historia
En 1865 se creó el partido del Tuyú, a partir de tierras del partido de Monsalvo. Desde 1876 se realizaron gestiones para fundar un núcleo urbano donde asentar el gobierno local y crear un centro de actividad comunal. Con los años, distintos establecimientos de campo fueron sirviendo de sede a las autoridades. Debido a la carencia de terrenos propios, para crear un pueblo los vecinos dependieron del gobierno provincial o de la iniciativa de propietarios locales. El 27 de septiembre de 1882 se dictó una ley creando al pueblo. Sin embargo, no era en el lugar elegido por los vecinos originalmente, y el pueblo no se fundó.
En 1907, el propietario del campo La Esperanza, Benjamín Zubiaurre, aprovechando la llegada del ferrocarril, tomó la iniciativa para trazar un pueblo en su propiedad cerca de la estación Divisadero del Ferrocarril del Sud. El gobierno provincial aprobó la elección del sitio y el plano del trazado parcial del pueblo y colonia Divisadero, lugar que ya funcionaba como sede local desde marzo del mismo año. El 8 de diciembre de 1907 se remataron las primeras tierras del pueblo. En 1910, el pueblo fue establecido como cabecera del partido y el nombre del partido y del pueblo fueron cambiados por el de General Juan Madariaga, en honor al militar correntino del mismo nombre.
En 1978 se crearon los municipios urbanos de Pinamar y Villa Gesell a partir de las tierras costeras del partido de Madariaga, estableciéndose los límites actuales del mismo.

## Geografía
El partido de General Madariaga tiene una superficie de unos 2978,3 km² y está ubicado en el extremo oriental de la provincia de Buenos Aires. Su límite sudeste, que se corresponde mayormente con el trazado de la ruta provincial 11, lo sitúa a escasos kilómetros de la costa atlántica, de la cual está separado por los partidos de Pinamar y Villa Gesell.
La zona era conocida por sus abundantes montes y pajonales cuando se asentaron los primeros habitantes de la campaña en el siglo XIX, algo reflejado en el nombre dado a la zona, los Montes Grandes o Montes Grandes de Juancho. Los espesos montes de tala y coronillo luego fueron explotados por la necesidad de leña.
La región que hoy ocupa el partido era conocida como del Tuyú, que en guaraní significa «tierras blandas». Se ubica en la zona deprimida del Salado, una región de muy baja altitud y una muy débil pendiente, lo que conlleva importantes problemas de escurrimiento de las aguas superficiales, padeciendo anegamientos de manera periódica que limitan la actividad productiva. El terreno se eleva ligeramente hacia el oeste del partido, pero no de manera apreciable. El partido se ubica en una de las zonas de menor pendiente de la provincia.
General Juan Madariaga es el partido bonaerense que posee mayor cantidad de lagunas nominadas, con 67 en total, además de poseer numerosas zonas de humedales. Se destaca la laguna Salada Grande, que hace de límite natural con el partido de General Lavalle y se ubica dentro de este. En ella se realiza pesca y es un área protegida por la Reserva Natural Laguna Salada Grande. Además, buena parte del noreste del partido está contemplada dentro del área del Refugio de Vida Silvestre Complementario Laguna Salada Grande.
General Madariaga limita con los partidos de General Lavalle al noreste, Pinamar al este, Villa Gesell al sudeste, Mar Chiquita al sudoeste y Maipú al noroeste.

## Clima
De acuerdo con la clasificación climática de Köppen, el clima de General Madariaga es mayormente clima oceánico (Cfb), como buena parte del sur y este de la provincia de Buenos Aires, pudiéndose considerar también como parte del clima subtropical húmedo (también llamado templado) que caracteriza a la región pampeana.
La estación meteorológica del Servicio Meteorológico Nacional más cercana al partido es la del aeropuerto de Villa Gesell.

## Población

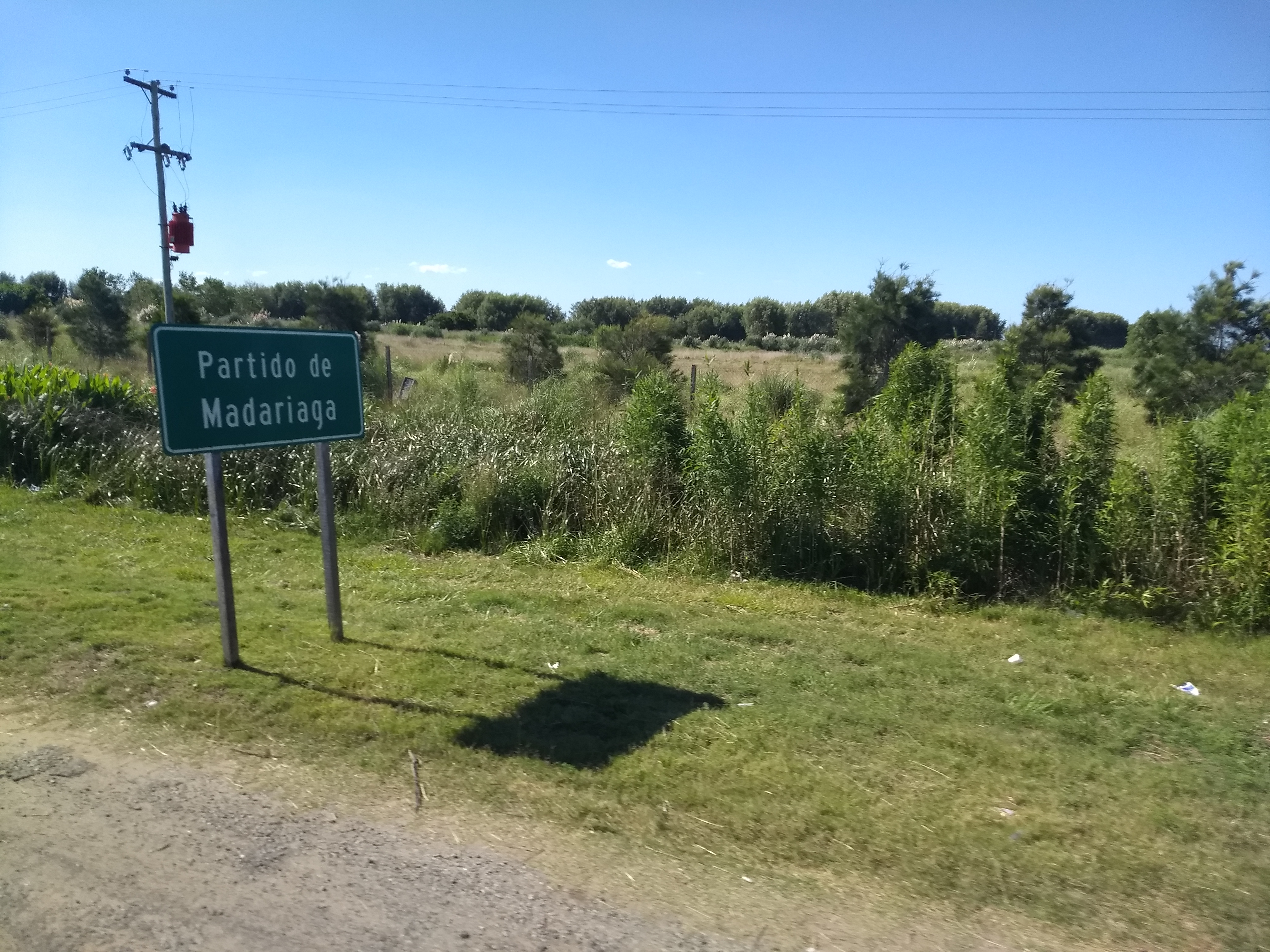
Cartel señalando el ingreso al partido de Madariaga sobre la ruta provincial 74.

Según los resultados provisionales del último censo nacional realizado en 2022, la población alcanza los 22.624 habitantes con una densidad de 7,7 hab. por km². La enorme mayoría de la población se concentra en la cabecera distrital General Juan Madariaga, que es el único centro poblacional de importancia, siendo el resto parajes rurales aislados como Juancho, Macedo e Invernadas.
| Población | 673 | 3.201    | 6.694    | 12.252  | 14.890  | 20.567  | 15.526  | 16.923 | 18.286 | 19.747 | 22.624 |
| Variación | -   | +375,63% | +109,12% | +83,02% | +21,53% | +38,12% | -24,51% | +8,99% | +8,05% | +8,0%  | +14,6% |

## Economía
Un 23,4 % del producto bruto geográfico (PBG) del partido lo representa el sector agropecuario. El sector de industria manufacturera genera un 6,4 % del PBG. La producción de alimentos y bebidas genera un 44,7 % del valor agregado industrial del municipio.
El partido es uno de los que integra la región del Consorcio Productivo del Salado (COPROSAL), una asociación de municipios orientada al fomento y desarrollo de emprendimientos productivos en los partidos que lo componen.
| Superficie cosechada (puesto) | 13.900 ha (75.°) | 4.300 ha (73.°) | 8.000 ha (28.°) | 19.436 ha (38.°) |
| Superficie sembrada (puesto) | -                | 4.400 ha (73.°) | 8.000 ha (28.°) | 23.000 ha (44.°) |
| Producción (puesto) | 39.262 t (74.°)  | 23.220 t (67.°) | 20.000 t (29.°) | 161.319 t (39.°) |
| Fuente: Ministerio de Agricultura, Ganadería y Pesca. Sistema Integrado de Información Agropecuaria. Elaboración: Dirección Provincial de Estadística. |                  |                 |                 |                  |

## Gobierno y política
La administración local del partido de General Madariaga está compuesta por el poder ejecutivo municipal que está encabezado por un intendente, y por el Concejo Deliberante, ambos elegidos mediante elecciones generales. Este cuerpo legislativo está conformado por 12 concejales, número determinado por la cantidad de habitantes. El partido forma parte de la quinta sección electoral de la provincia de Buenos Aires, división que sirve para la elección de los legisladores provinciales.
Desde 2015 el intendente es Carlos Esteban Santoro, el primero de la Unión Cívica Radical en 20 años.

### Lista de intendentes desde 1983
| Intendente            | Mandato         | Partido |
| Miguel Goldaracena    | 1983 - 1987     | UCR     |
| Luis Emilio Romano    | 1987 - 1995     | UCR     |
| Carlos Balcarce       | 1995            | UCR     |
| Adrián Mircovich      | 1995 - 2003     | PJ      |
| Juan Daniel Knesevich | 2003 - 2007     | PJ      |
| Adrián Mircovich      | 2007 - 2009     | PJ      |
| Cristian Popovich     | 2009 - 2015     | PJ      |
| Esteban Santoro       | 2015 - presente | UCR     |

## Medios de comunicación
Televisión
Canal 3 Divisadero
MadaMax Canal 12 General Madariaga 
Diarios
El Mensajero de la Costa
Diario Tribuna
Radios AM
LU 28 Radio Tuyu AM 1540
Radios FM
Radio Luz y Fuerza FM 89.9
RGM Latina FM 95.9
FM Tuyú 92.5
CNM Radio FM 93.3
Radio GO FM 94.5
FM Madariaga 97.3
Cadena Sol FM 100.9
Power Madariaga FM 102.5
FM ALOHA 88.9 LRM 925 

## Entidades deportivas
- Club Atlético Huracán Madariaga

- Club Deportivo Juventud Unida

- Club Deportivo El León

- Club Deportivo Los del Clan

- Club Atlético Independiente

- Club Deportivo San Juan Bautista

- Racing Club de Madariaga

- Club Atlético Cosme

## Personajes destacados
- Argentino Luna (1941-2011), cantante y compositor.
- Diego Roberto Mendoza (1992), futbolista.
- Nahuel Tetaz Chaparro (1989), jugador de rugby.